# オオコクワガタ
オオコクワガタは、同じコウチュウ目・クワガタムシ科・クワガタ属 (Dorcus) ・オオクワガタ亜属に属するオオクワガタ D. hopei binodulosus とコクワガタ D. rectus との間で生まれた雑種の俗称である。オオクワガタとコクワガタの間を取る意味でナカクワガタとも呼ばれる。
オオクワガタとコクワガタのように大きさや形に違いがあっても、分化が近く、遺伝的に近い種であれば、まれに雑種が生まれることがあるが、生殖能力はなく、一世代限りで終える。
野外でも採集されているが、大型のコクワガタと間違える場合もあるので注意が必要である。
人工的にも作出は可能だが、幼虫での死亡率が非常に高く、成虫も寿命が短いことから飼育は難しく、成虫が成熟する前に死亡する例も見られる。また、オオクワガタ♀とコクワガタ♂が交雑して生まれる場合が多いが、逆の場合もある（♂と♀同士の体長が合わない場合が多い。そのため、自然界でもほとんどがコクワ♂とオオクワ♀のパターンであると思われる。体長は、大体コクワ♂で50mm前後、オオクワ♀で30mm-40mm程度が好ましいと思われる。）。
形態はオオクワガタとコクワガタの中間的であるが、♀側の「種」の特徴が強く現れる。また、大アゴと胴はオオクワガタに近く、脚部はコクワガタに近い特徴が出るとも言われている。
蛹時に生殖器官は確認されたものの、生殖能力は無いとされ、「種」の保存は不可能である。いずれも、染色体によるものである。♂と♀の出現率は、ほとんどが♂ばかりであり、♀は少ない（♀には生殖能力があるとも言われているが定かではない）。
オオクワガタ♀とコクワガタ♂の場合
体長はオオクワガタとコクワガタの中間で、よりオオクワガタ的な体形をしている。
コクワガタ♀とオオクワガタ♂の場合
体長はコクワガタに近く、よりコクワガタ的な体形をしている。
現在、オオコクワガタの生態などについては謎が多く、産卵を試みるブリーダーも少なくない。しかし、人工的に雑種を生み出すことについては賛否両論であり、個人の考えに基づくことがのぞましい。
クワガタ同士の雑種として日本産で他に野外で採集されたものとしては、ヒメオオクワガタとコクワガタの雑種やヒラタクワガタとスジブトヒラタクワガタとの雑種などがある。なお、外国ではスマトラ島のフタマタクワガタは非常に関係が近いため、雑種が多い。